# Défense collective
La Défense Collective (DC, Defco) est un collectif de soutien juridique français d'extrême gauche fondé à Rennes en 2016. Le décret de dissolution du collectif, pris par Gérald Darmanin en avril 2024, est suspendu en référé par le Conseil d'État en juillet, puis annulé pour excès de pouvoir en janvier 2025.

## Histoire
Le collectif est créé en 2016, peu avant les contestations liées à la réforme du code du travail. Il se présente comme un « groupe ouvert, public et autonome »  qui revendique « des positions politiques critiques assumées sur le rôle de la police et de la justice ». Son activité de legal team consiste à fournir une aide juridique, en assistant les manifestants en amont comme en aval des manifestations,.  Parmi les nombreux groupes de soutien juridique qui existent en France et en Europe, la Défense Collective de Rennes se situe à l’extrême gauche de l’échiquier politique français.
La Défense Collective tient un blog, et son audience sur les réseaux sociaux peut atteindre 4 000 abonnés en 2023. D'autres groupes Défense Collective existent en 2023 à Paris, Marseille ou Toulouse, les deux derniers ayant été créés dans le contexte des manifestations des gilets jaunes.
En octobre 2022, une trentaine de membres du groupe Défense Collective sont suspectés d'être à l'origine d'une opération « péage gratuit » au péage de La Gravelle. Six sont verbalisés.
En octobre 2023,  le député RN de Moselle Laurent Jacobelli alerte le ministre de l'Intérieur Gérald Darmanin sur ce qu'il appelle « l’impunité des mouvements antifas ». Le ministre indique alors avoir identifié un mouvement nommé Defco faisant partie de la mouvance d'ultragauche. Selon le ministre, la venue du président du Rassemblement National Jordan Bardella en septembre 2022 à Bruz avait été perturbée par 200 manifestants d'ultragauche, parmi lesquels des membres de la Défense Collective se trouvaient potentiellement.
En avril 2023, le ministre de l'Intérieur annonce son intention de dissoudre « le mouvement Defco, indiquant que celui-ci « appelle au soulèvement ». En novembre 2023, une note des policiers des renseignements territoriaux identifie trois manifestants condamnés pour violences comme des membres de la Défense Collective.
Le 4 avril 2024, le décret de dissolution de la Défense Collective est publié au Journal officiel,,. Le lendemain, une manifestation de soutien au collectif, interdite par la préfecture, rassemble une centaine de personnes à Rennes. Les avocats Aïnoha Pascual et Raphaël Kempf annoncent leur intention de saisir le Conseil d'État, et indiquent que « le ministère de l’intérieur s’en prend à une organisation qui assure la défense juridique de personnes interpellées. C’est la première fois que les autorités visent ce type de mouvement ». La dissolution de Défense collective est cependant suspendue par le Conseil d’État, le 10 juillet. Les juges mettent en doute la légalité du décret de dissolution pris par Gérald Darmanin : celui-ci ne  démontrerait pas en quoi Defco enfreint la loi. Le Conseil d'État reconnaît en janvier 2025 que le décret est entâché d'excès de pouvoir et l'annule définitivement.